# Севр — Бабилон (станция метро)
Севр — Бабилон (фр. Sèvres - Babylone) — пересадочный узел линий 10 и 12 Парижского метрополитена, расположенный на границе VI и VII округов Парижа. Назван по пересечению двух улиц (фр. Rue de Sèvres, Rue de Babylone)

## История
- Первым в истории пересадочного узла открылся зал линии 12 (тогда ещё линии А компании Север-Юг), он получил название «Севр», по одноимённой улице.[2]. Зал линии 10, открывшийся 30 декабря 1923 года, получил название «Бабилон». В 1931 году, при слиянии станций в пересадочный узел, последний получил двойное название, однако вывески с названием пересадочного узла, выложенные плиткой, оказались оформлены по-разному: в зале линии 10 слово «Бабилон», стоящее первым, было выложено более крупным кеглем, чем «Севр» (Sèvres-Babylone), а в зале линии 12 более крупным кеглем было выложено слово «Севр» (Sèvres-Babylone).
- Пассажиропоток пересадочного узла по входу в 2011 году, по данным RATP, составил 5 618 445 человек[3]. В 2013 году этот показатель снизился до 5 540 265 пассажиров (67 место по уровню входного пассажиропотока в Парижском метро)[4]

## Галерея

Линия 10
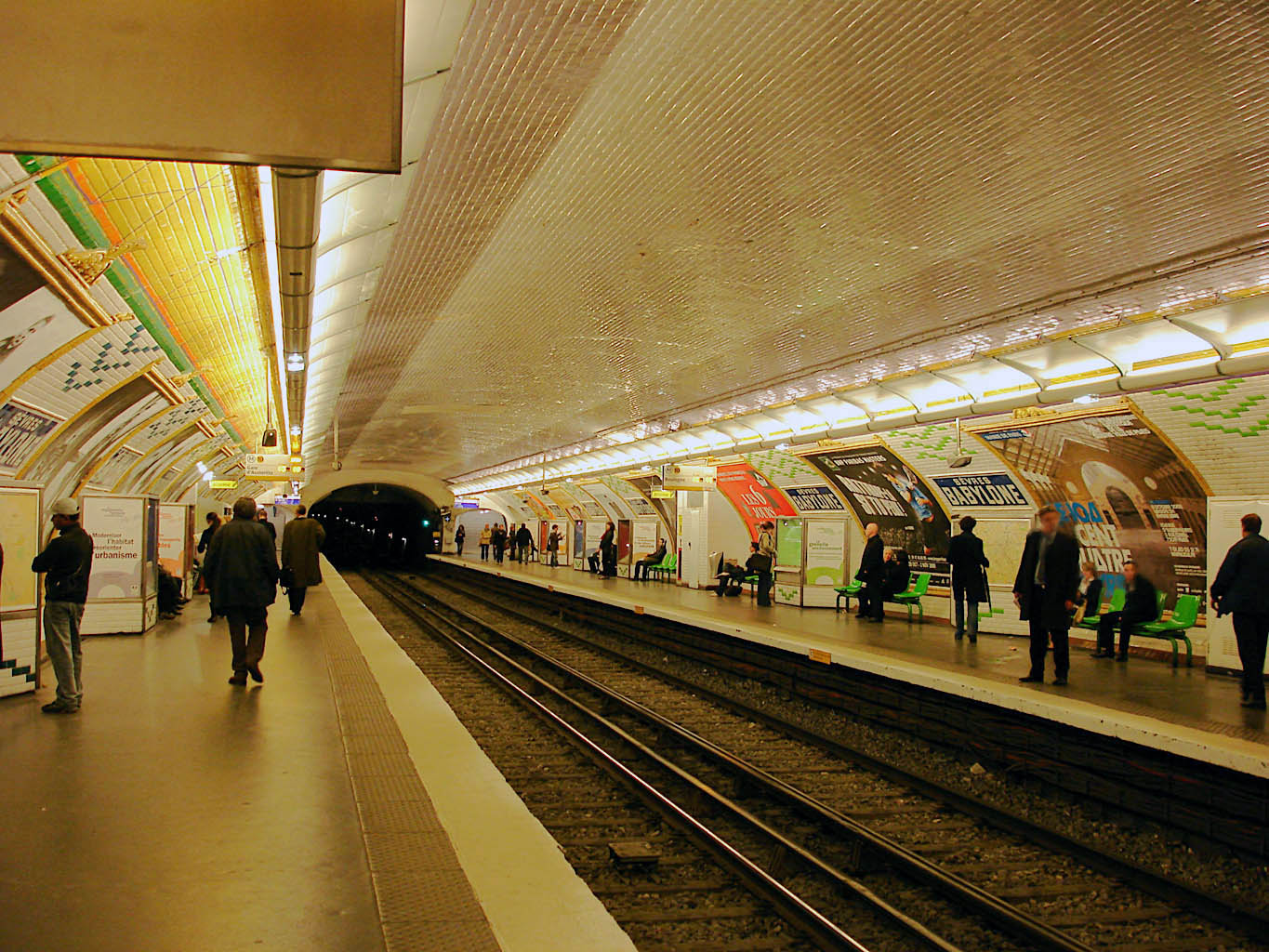
Платформы
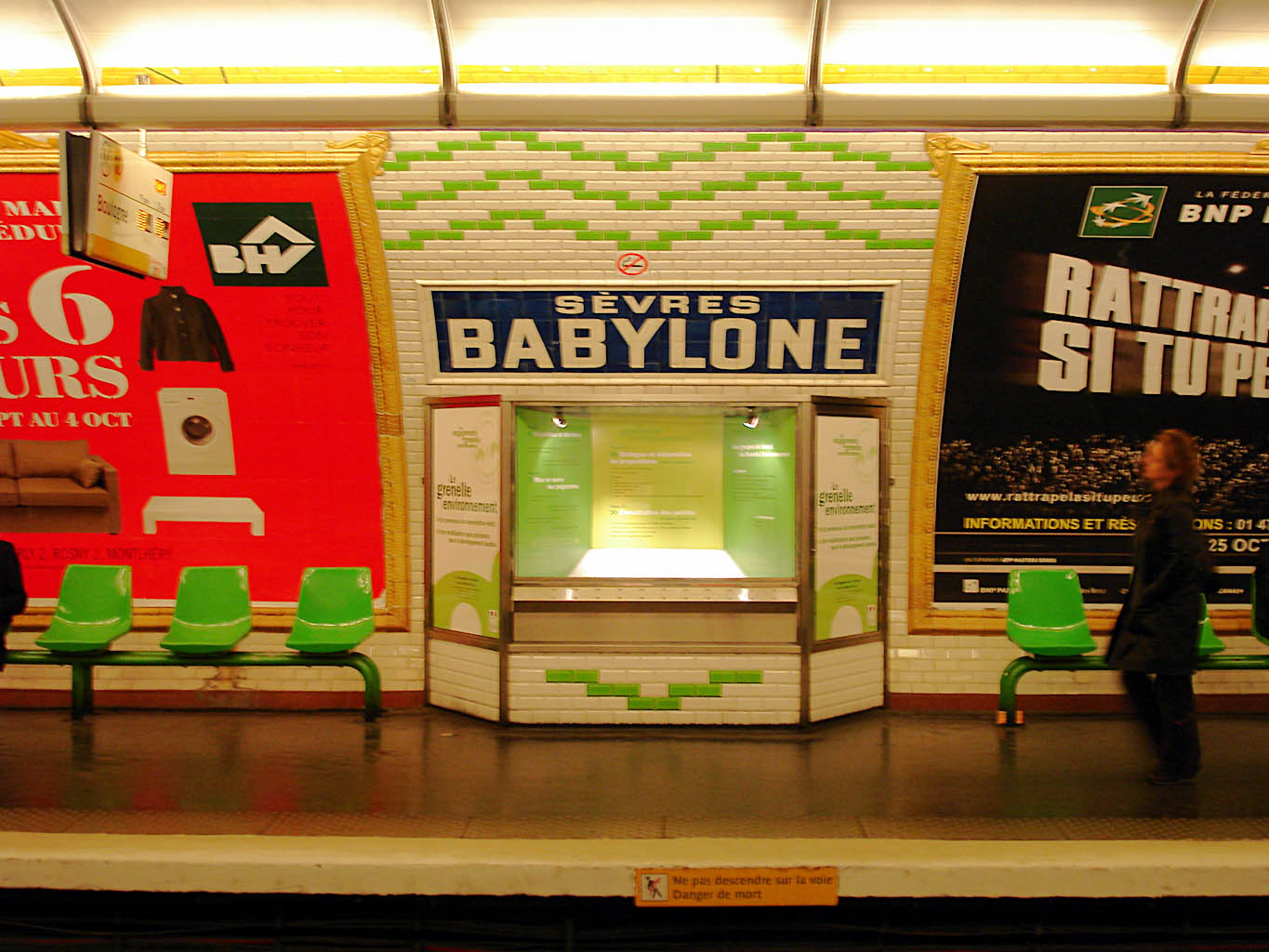
Путевая стена с названием
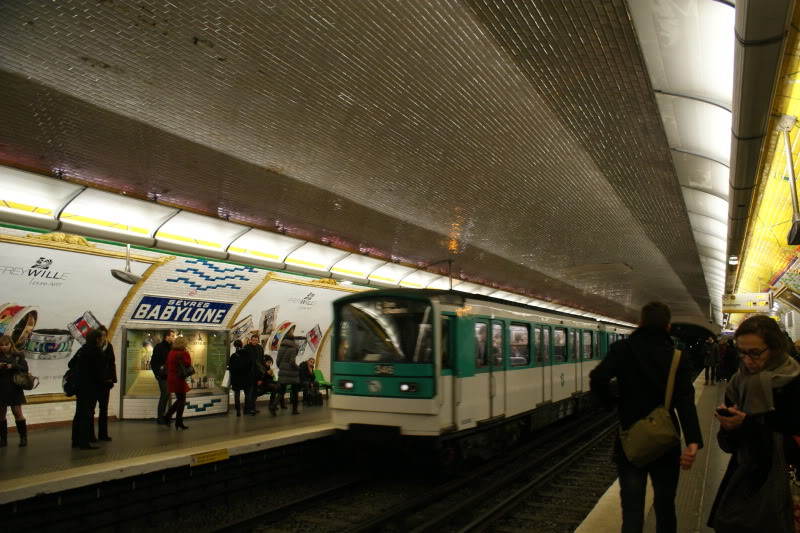
Прибытие поезда серии MF 67

Линия 12
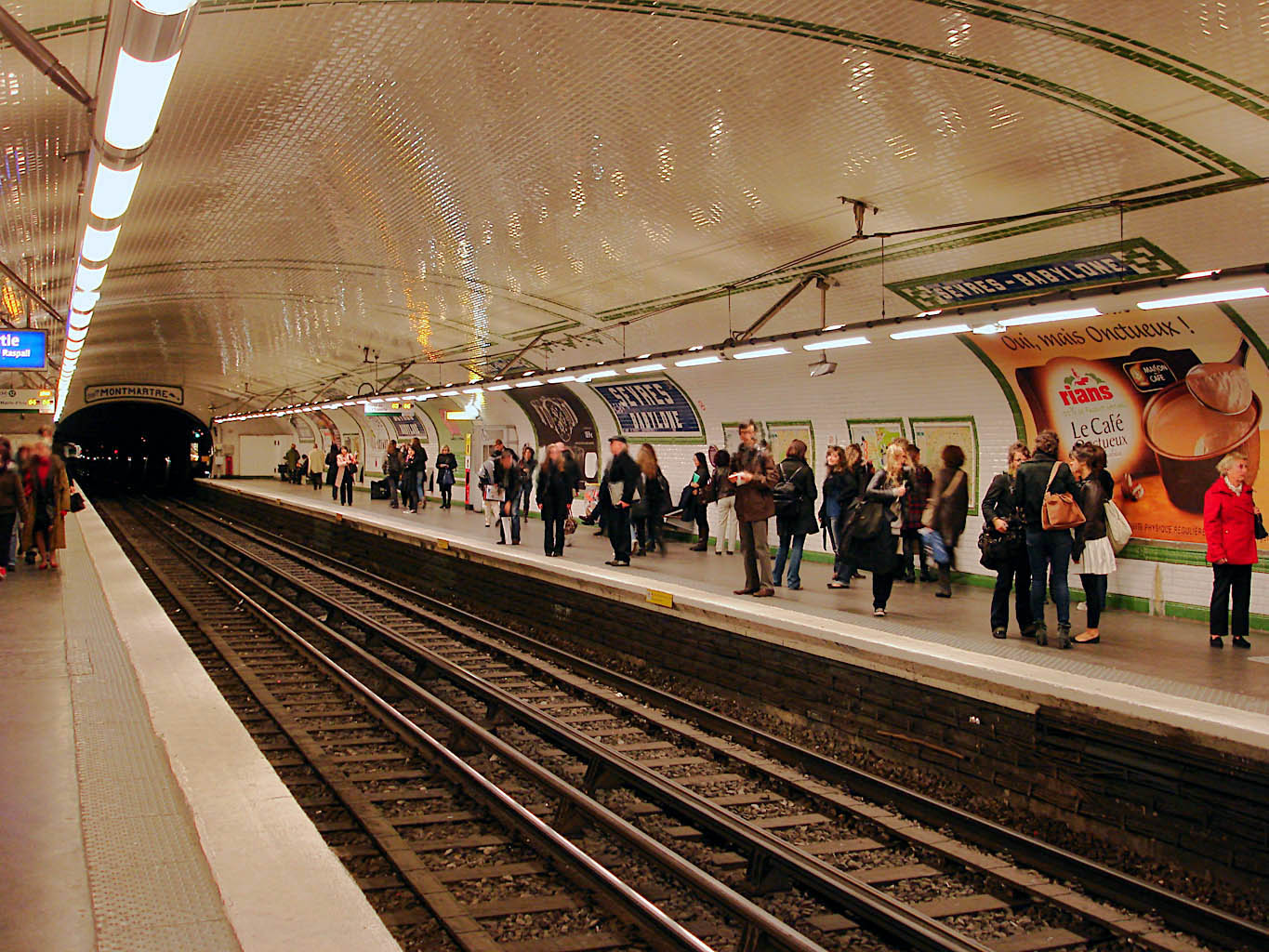
Платформы
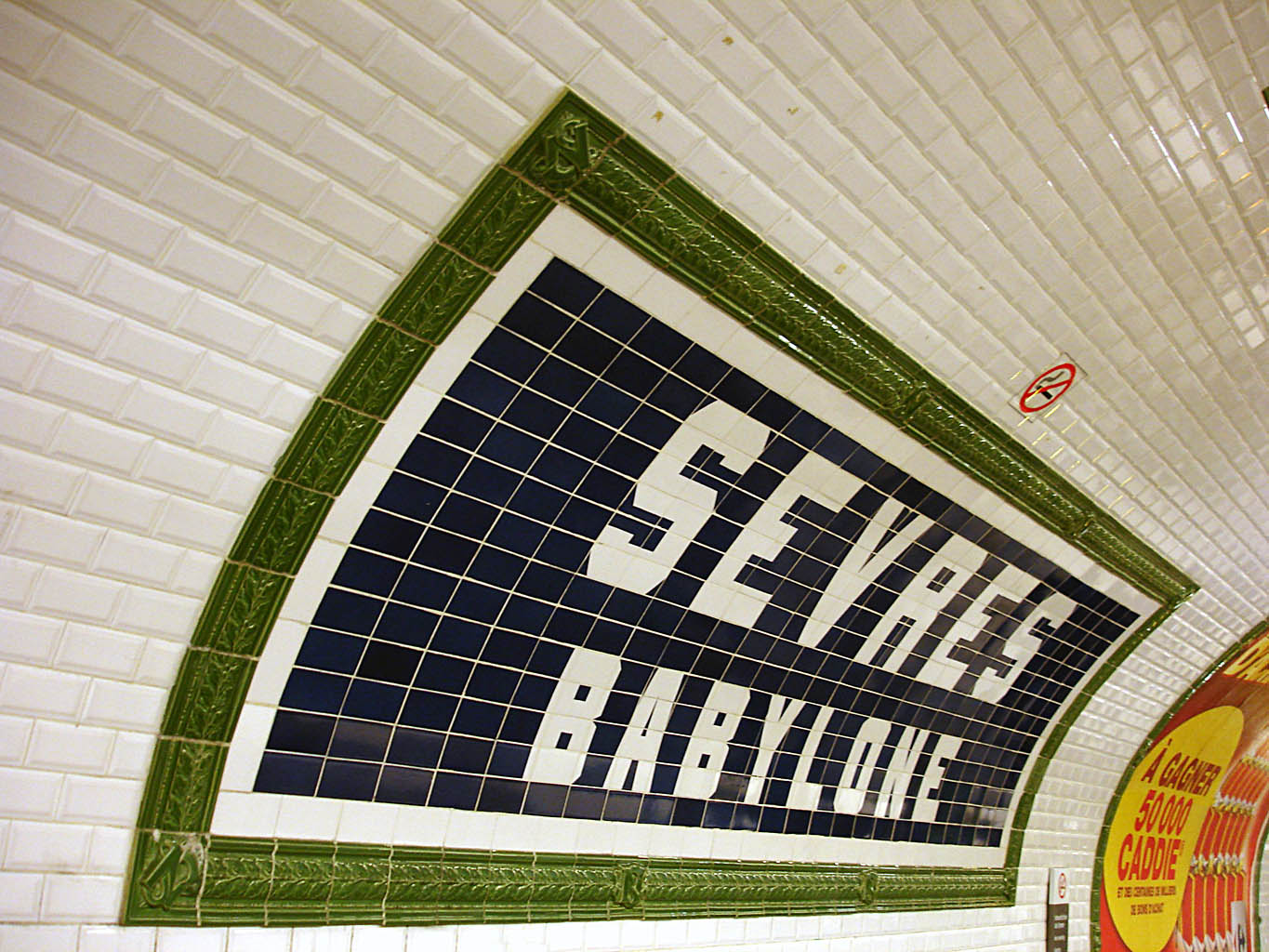
Вывеска с названием станции
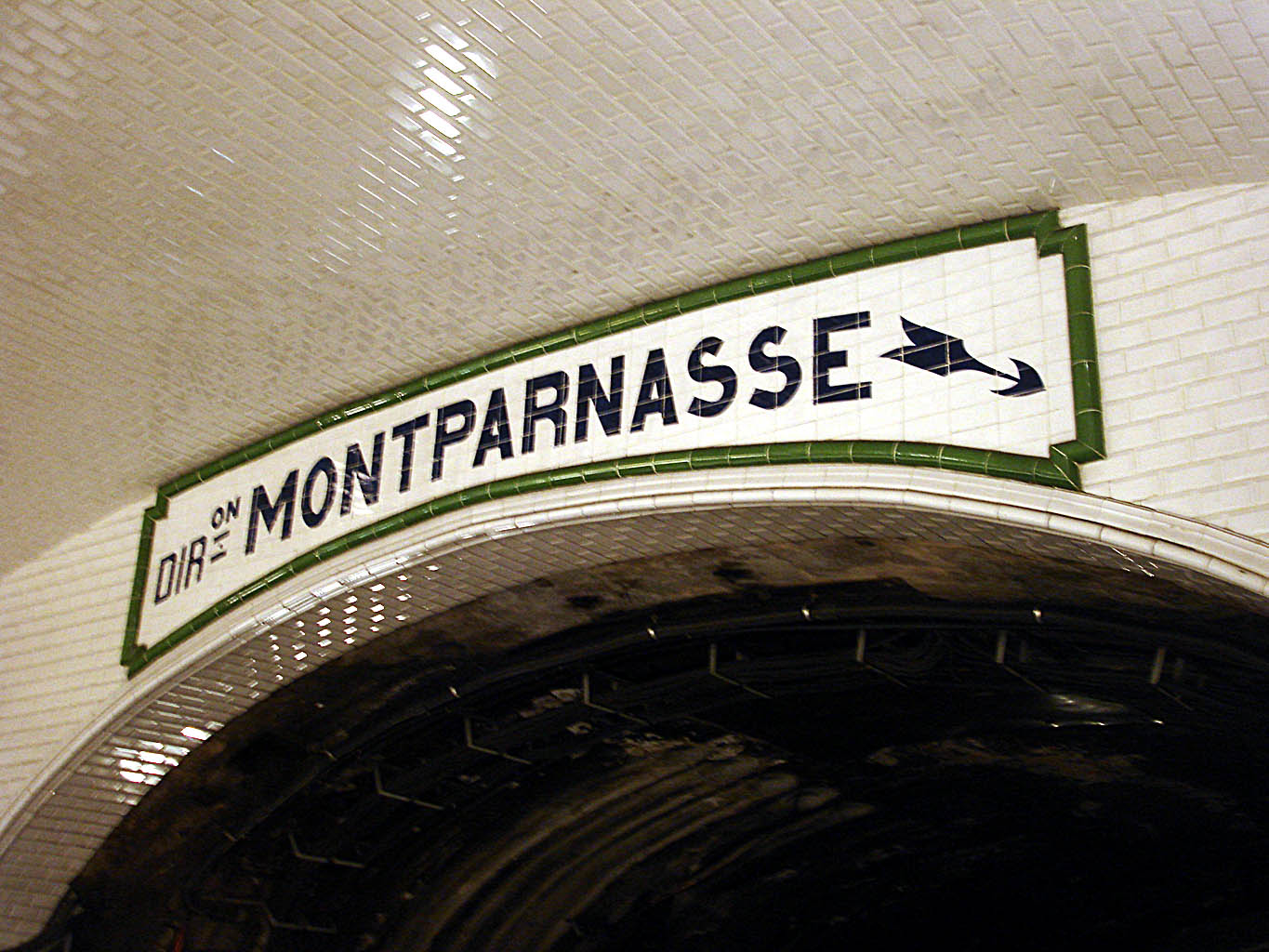
Торцевая вывеска с указанием направления линии
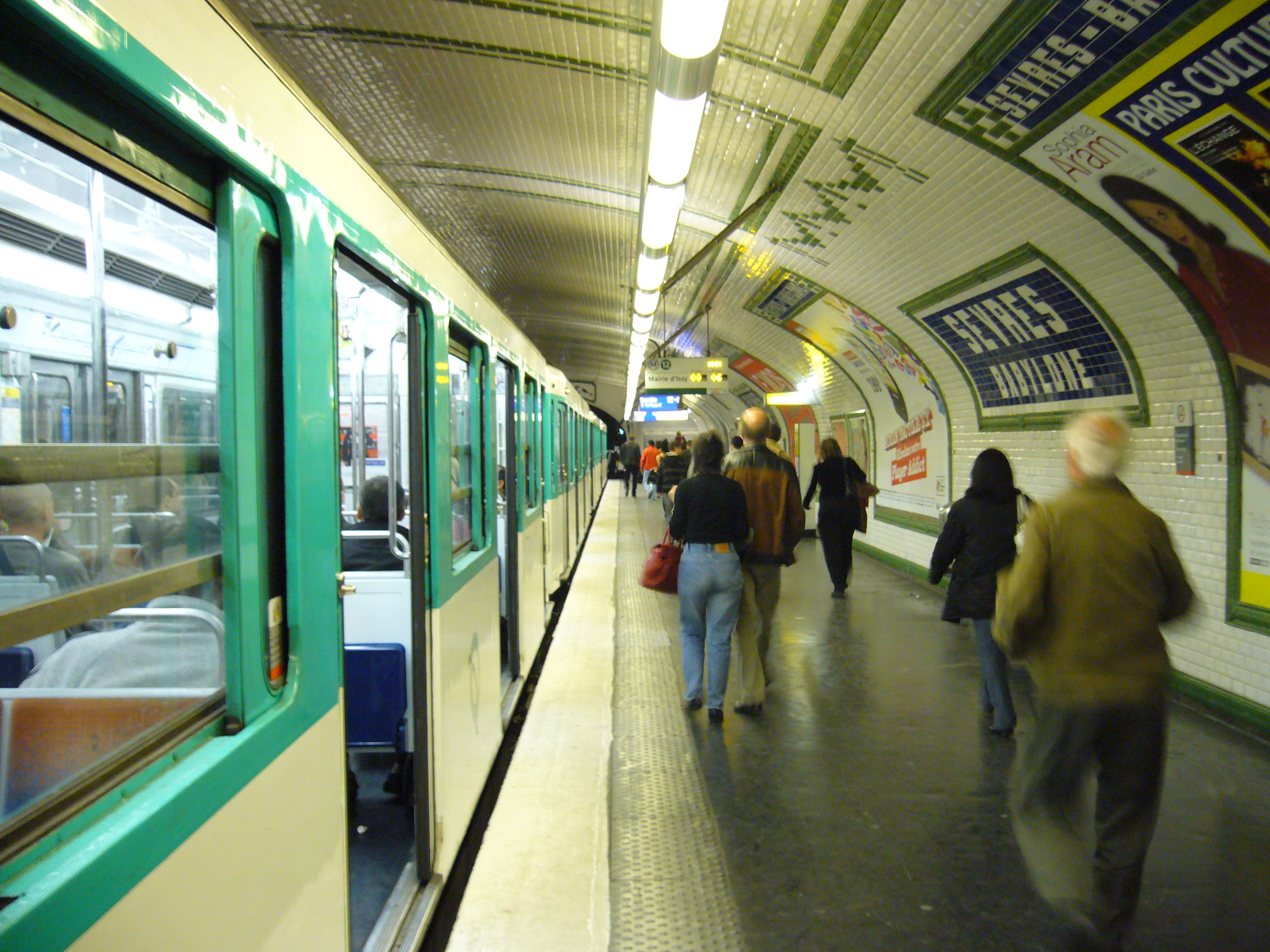
Состав модели MF 67
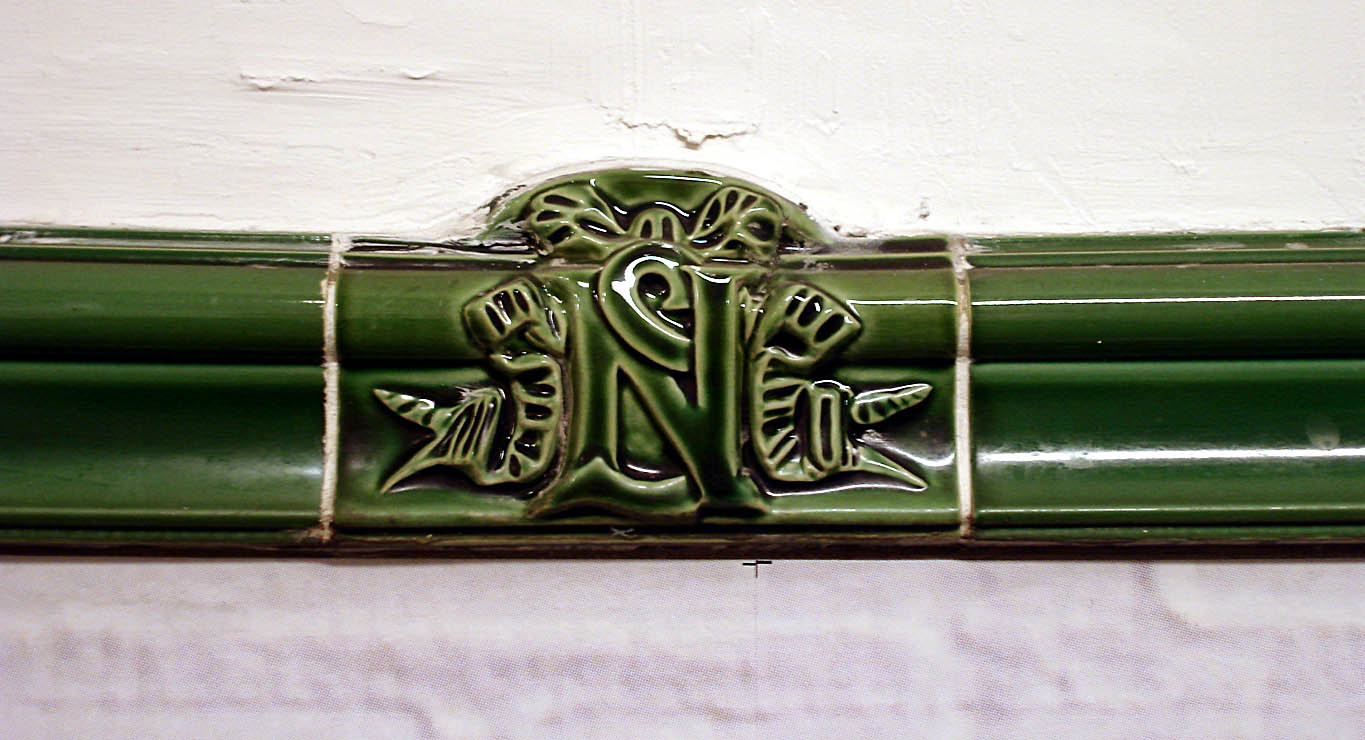
Вензель компании Север-Юг